# Elena Sedina
Elena Sedina (Kiev, RSS Ucraniana; 1 de junio de 1968) es una ajedrecista ucraniana naturalizada como italiana. Ha participado en diferentes torneos internacionales, donde ha sido 11 veces campeona en esta disciplina. En 1996, bajo la organización de la FIDE de Maestro, obtuvo el título de Gran Maestro femenino en los Olimpiadas delegados de Ajedrez 1996 y en 1998 el de Maestro Internacional absoluto. En 2009 ha obtenido un reconocimiento de la FIDE, de la lista de los 84 puestos más importantes de los campeonatos mundiales.